# 鹽井聖心聖母堂
鹽井聖心聖母堂，俗稱鹽井天主堂，位於中國西藏自治區昌都市芒康縣納西民族鄉上鹽井村，是西藏自治区唯一的天主教教堂。當地也是西藏自治区唯一的天主教聚落。该教堂原先属天主教康定教区的分堂，后来改为云南省维西傈僳族自治县茨中聖心堂的分堂。

## 历史

### 地理民族背景
盐井因为当地产盐而得名，位于芒康縣纳西民族乡，同云南省接壤，为滇藏公路从云南省进入西藏自治区的第一站。到2011年左右，纳西族自治乡共有4486人，其中纳西族人占四分之一，其他大部分为藏族人。盐井依照地势高低分为上盐井、下盐井。上盐井村的村民主要是藏族人，多数信仰天主教；下盐井村的村民有很多纳西族人，他们未信奉本民族的东巴教，而是信奉藏传佛教。在中华民国中后期，盐井被划入西康省。1959年，盐井划归西藏自治区，设立盐井县。1960年，宁静县、盐井县合并为宁静县。1965年，又更名为芒康县，沿用至今。

### 開教
早在中世纪，传说喜马拉雅山以北有个约翰长老的王国，不少传教士试图翻越喜马拉雅山到这个失落的王国传福音。从17世纪开始，便有传教士来到西藏传教。历史上，传教事业多经波折。根據巴黎外方傳教會神父安德林·若奈所著《西藏福傳史》（Histoire de la Mission du Thibet），鹽井教會由法國傳教士畢天榮和戴高丹創立於1865年，當時只是一座小聖堂。教堂於1873年8月15日祝聖，奉獻給鹽井教會的主保聖人聖心聖母。該堂在《西藏福傳史》中稱作聖心聖母小聖堂（Chapelle de Notre-Dame du Sacré-Cœur）。
对于盐井天主堂的兴建，也有其他不同说法。有的说，1855年法国传教士鄧得亮在盐井创建天主教堂。也有资料称，盐井天主堂始建于1862年。还有其他史料称，1879年10月，一位姓白的法国传教士进西藏传教，首先在盐井传教，1880年赴巴塘会合已在当地的比特（A.Biert）神父，1887年自巴塘被驱逐后，赴打箭炉，又辗转来到盐井，1894年8月在盐井逝世。另外，1991年，刘君在《西藏研究》上发表论文《康区外国教会览析》称：“盐井教堂为19世纪60年代法籍吕司铎开办，有信徒342人。”
清朝史书称，在西藏噶厦及拉萨三大寺、清政府及英国、俄国的压力下，1865年9月至10月，法国传教士从西藏东部的察瓦博木噶被驱逐出西藏边境（即被驱逐出西藏噶厦控制区），从已经营十多年的察瓦博木噶传教据点完全撤离。1986年，熟悉盐井天主教堂历史的阿色老人回忆称，撤离察瓦博木噶的传教士很快便来到盐井，继续传教。所以天主教传入盐井的时间可视为1865年9月至10月。首位来盐井的传教士是毕天荣（Félix Biet）。
西藏的藏传佛教势力过大，所以传教士只能在西藏的东南一隅即盐井传教。传教士在盐井为村民看病，随后有两三个村民成为天主教徒，这是盐井的第一批天主教徒。1850年代至1860年代，传教士在上盐井买下地皮，创建教堂，发展教徒，开设圣徒药房。传教士还带来法国葡萄酒酿造技术，如今盐井人依然自酿葡萄酒。

### 與藏傳佛教的衝突
外国传教士在当地传播天主教曾受到当地藏传佛教僧俗及西藏传统势力的强烈反对，从盐井天主教堂建立到1940年代该教堂与刚达寺的最后一次冲突，该教堂共有15任神父，其中7任被杀害。在西藏和平解放前，天主教徒受到藏传佛教徒嘲笑，被蔑称为洋人“古达”，藏语“古达”意思是奴颜，形容摇尾乞怜的狗。
1940年代，上盐井天主教与刚达寺发生至今为止最后一次冲突。因为天主教先后受到清廷及中华民国政府与当地驻军的保护，天主教的努力越来越大，原属刚达寺的土地被教堂逐步侵吞，原先信奉藏传佛教的民众大批皈依天主教，导致刚达寺及其信徒强烈不满。1940年代，该教堂神父杜仲贤被刚达寺的武装僧人强行驱逐出上盐井天主教堂。据说杜仲贤赴南京向中央政府求助但未果，便返回盐井希望继续传教，但再遭刚达寺驱逐。他和当地教民多尔斯等人想通过察瓦碧土、扎玉、左贡等地到拉萨向西藏噶厦告状，但在盐井与察瓦碧土交界处的察瓦堆拉（即松拉山）山口被刚达寺的武装僧人杀害，遗体被上盐井天主教徒葬在上盐井旧墓地。自此，外国传教士在盐井的传教历史终结。刚达寺重新占领被教堂占用的所有土地，接管教堂。天主教教民全部变成其佃农，并遭刚达寺勒令改教换名。

### 现代
1951年，天主教教民向昌都地区人民解放委员会申请，经该委员会主任邦达多吉等人调解，教堂再度成为天主教教民的宗教活动场所。文化大革命期间，教堂被毁灭。改革开放后，教堂又被修复。如今在盐井，宗教信仰不同的人组成的家庭很多，大家已都和平相处。
1997年，上盐井村28岁的鲁仁第成为首位藏族天主教神父。此后，上盐井村每到重大节日便不再请云南等地的神父前来。2004年，鲁仁第还俗，但仍继续担任盐井天主教堂民管会主任的职务。继他之后担任神父的是丁耀华神父，丁耀华是云南省怒江傈僳族自治州贡山县人，藏族，1997年入陕西天主教神哲学院学习，2004年7月毕业，2005年8月11日晋铎之后到盐井天主教堂担任神父。2010年4月18日主日，西安南堂晚上专门安排为主教的弥撒，迎接丁耀华神父率领的盐井朝圣团教友一行32人，这是这些藏族教友今生第一次见到主教做弥撒。他们还朝拜了西安北堂、户县圣母山、眉县十字山。4月21日晚，盐井朝圣团一行离开西安赴山西省太原市朝圣。

## 建筑及仪式
这座教堂位于滇藏公路旁边，是典型的藏式建筑。但屋顶立有高大的十字架。教堂内有哈达、圣像唐卡，这都是藏族文化的产物，而教堂高大的哥特式拱顶及天花板上的《圣经》题材壁画体现出传统的天主教风格。
到21世纪初，盐井天主堂虽小却很完整，而且拥有560位藏族天主教徒，约占上盐井村居民总数的78%。该教堂也是西藏自治区境内惟一一座天主教教堂。每日早晚，上盐井村的天主教徒集合到该教堂做弥撒，周日早晨来的人最多。该教堂有世界上唯一的藏文版《圣经》，信徒用藏语念《圣经》，用藏语唱赞美诗，神父也身穿藏服。
上盐井村的天主教徒既过藏历新年，又过西方的圣诞节、复活节。每逢圣诞节，天主教徒举行狂欢，在教堂院子内垒起五、六个炉灶，厨技好的村民主勺，每家派出人手帮忙。数百名教徒坐在空地上聚餐，晚间大家会一起唱歌跳舞。全部开销来自弥撒费，弥撒费由专人保管，每次活动之后会开列费用明细帐目。
当地天主教徒的姓名通常为汉姓与天主教教名的组合，不使用其他的汉语或藏语名字。